# Франтішек Вітязослав Сасінек
Франтішек Вітязослав Сасінек (словац. František Víťazoslav Sasinek; 11 грудня 1830, Скаліца — 17 листопада 1914, Грац) — словацький історик другої половини XIX століття, публіцист, католицький священник. Псевдоніми: Франко Хвойніцкий (словац. Franko Chvojnický, Отець Віктор (словац. Pater Victor), Сиротін В. (словац. Sirotin V.), Скальніцький (словац. Skalnický), Словакович (словац. Slovákovič).

## Сім'я
- батько: Франтішек Сасінек
- мати: Анна Тиха.

## Біографія
Закінчив гімназію в Скаліце і в Сольноке, в 1846 році був прийнятий в Орден капуцинів, пізніше вивчав філософію в містах Тата і Братислава, богослов'я в Шайбзе (Нижня Австрія) і Братиславі. У 1853 отримав сан священника міста Дьйор, в 1866 році в Празькому університеті склав іспит на звання доктора теології. Працював професором і проповідником в Таті, Братиславі, Естергомі і Буді. У 1864 році був вигнаний з Ордена капуцинів, 11 липня 1864 року єпископ Штефан Мойзес прийняв його в банськобистрицьку єпархію, де Сасінек став проповідником і викладачем богословського семінару. З 1856 року був хранителем книг і колекцій Матиці словацької, які тимчасово перебували в місті Банська-Бистриця, з 1868 року обіймав посаду єпархіального ординара.
Сасінек — словацький історик другої половини ХІХ століття. Він проаналізував ранній період історії Словаччини і словаків, тему святих Кирила і Мефодія та Великої Моравії, Угорської імперії і історію Чехії. Будучи вчителем, Сасінек написав кілька підручників, які використовувалися в релігійних школах. Писав релігійні праці, опери, трагедії, хвалебні вірші, оповідання та нариси, проводив дослідження, присвячені релігії, історії та національного відродження, на основі яких писав статті. Незважаючи на те, що його історіографічні роботи відзначені духом романтизму, містять багато недоліків і сумнівних висновків, в період мадяризації вони зіграли позитивну роль. На особливу увагу заслуговує і його редакторська, архівна і видавнича діяльність. Сасінек також випустив збірник жартів, анекдотів, смішних історій і загадок. У 1869 році, після смерті Мойзеса, Сасінек займав посаду секретаря Матиці словацької в місті Мартіне. У 1870 році Сасінек був членом-кореспондентом Королівського наукового товариства; Сасінек — почесний громадянин міста Стара-Тура.

## Праці
- Dejiny drievnych národov na území terajšieho Uhorska, Skalica, 1867
- Dejiny počiatkov terajšieho Uhorska, Skalica, 1868
- Dejiny kráľovstva Uhorského, 2/1., Martin, 1871
- Dejepis všeobecný a zvláštny Uhorska, svetský a náboženský, Viedeň, 1871
- Archív starých česko-slovenských listín, písomností a dejepisných pôvodín pre dejepis a literatúru Slovákov 1-2, Martin, 1872-1873
- Sv. Method a Uhorsko, Martin, 1884
- Arpád a Uhorsko, Martin, 1884
- Záhady dějepisné, 1-4, Praha, 1886-1887
- Dejiny Slovákov, Ružomberok, 1895
- Slováci v Uhorsku, Martin, 1904